# Toivo Mikael Kivimäki
Toivo Mikael Kivimäki (Tarvasjoki, 5 giugno 1886 – Helsinki, 6 maggio 1968) è stato un politico finlandese.

## Biografia
Studiò legge e divenne un docente all'università di Helsinki. Ha ricoperto l'incarico di Ministro della giustizia e di Ministro dell'interno.
Fu coinvolto durante la guerra di continuazione (il secondo evento bellico che intercorse tra la Finlandia e l'Unione Sovietica nel contesto della seconda guerra mondiale, nel periodo 25 giugno 1941 – 19 settembre 1944) e per questo nel 1946, insieme ad altri politici venne processato in quello che in finlandese venne chiamato Sotasyyllisyysoikeudenkäynti e infine una volta giudicato colpevole condannato a cinque anni di carcere.
In seguito grazie ai trattati di Parigi e alla pace stretta fra i due paesi (Finlandia e Unione Sovietica) nel 1948 con un'amnistia concessa dal presidente Juho Kusti Paasikivi venne liberato.